# Podkowa (Katowice)
Podkowa – budynek mieszkalny w Katowicach, położony przy ulicy S. Okrzei 1-15, na terenie dzielnicy Koszutka. Wzniesiono go w latach 1955–1958 w stylu socrealizmu według projektu Włodzimierza Łubkowskiego.

## Historia
Budynek mieszkalny Podkowa (pierwotnie budynek „nr 31 ABC”) został wzniesiony w ramach budowy kolonii nr 5 – jednej z pięciu w obrębie osiedla Koszutka II powstałego na południe od późniejszej ulicy Misjonarzy Oblatów MN. Prócz Podkowy w skład kolonii wchodziły także siedmiokondygnacyjne budynki wzniesione w latach 1954–1955.
Sam zaś budynek mieszkalny Podkowa został wzniesiony w latach 1955–1958 i do czasu ukończonej w 1970 roku Superjednostki był największym domem mieszkalnym w Katowicach. Inwestorem gmachu była Dyrekcja Budowy Osiedli Robotniczych w Stalinogrodzie, a jego projektantem Włodzimierz Łubkowski.

## Charakterystyka

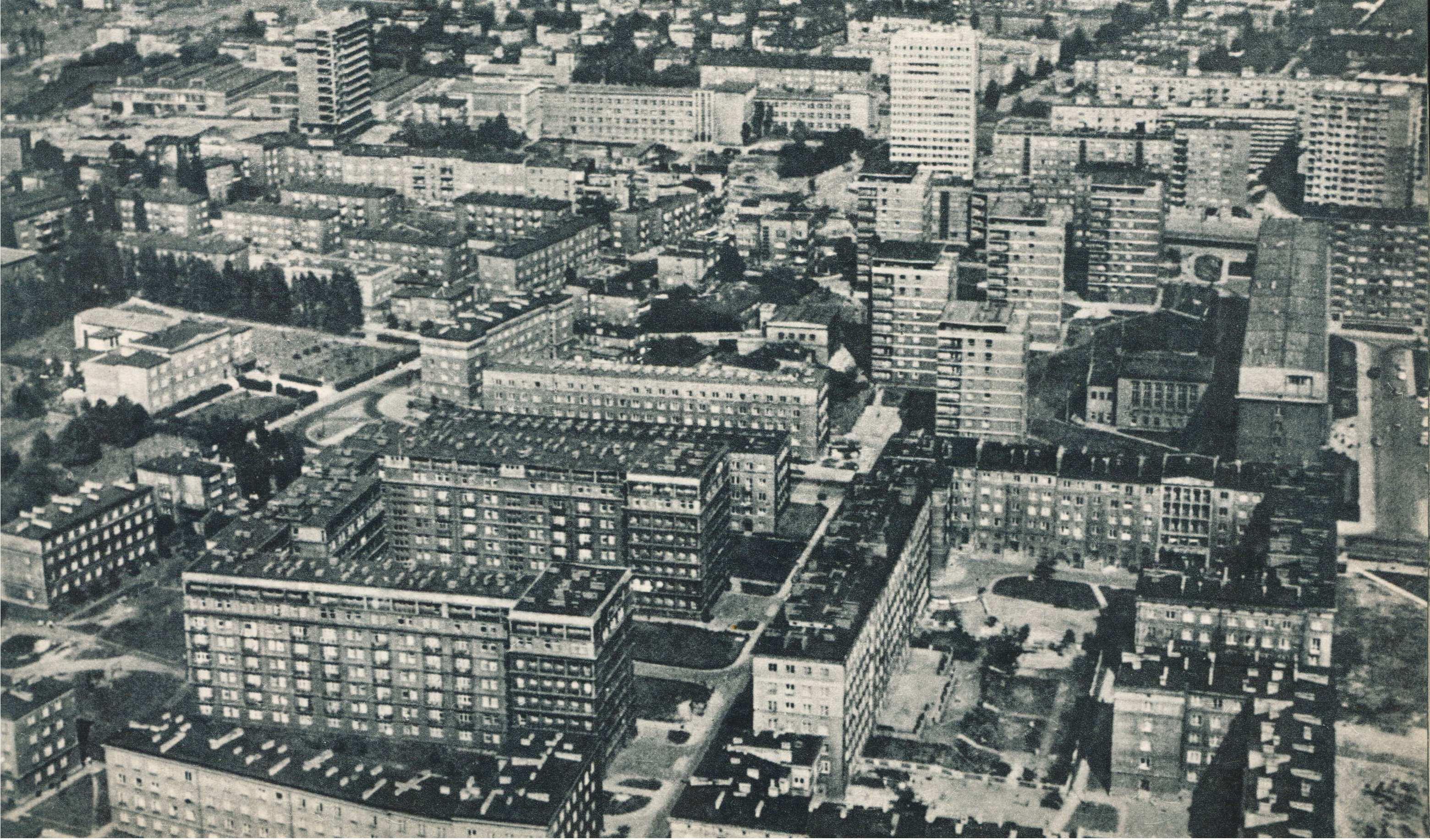
Fragment ówczesnego osiedla J. Marchlewskiego w Katowicach w 1968 roku; na dole po lewej widoczny budynek mieszkalny Podkowa

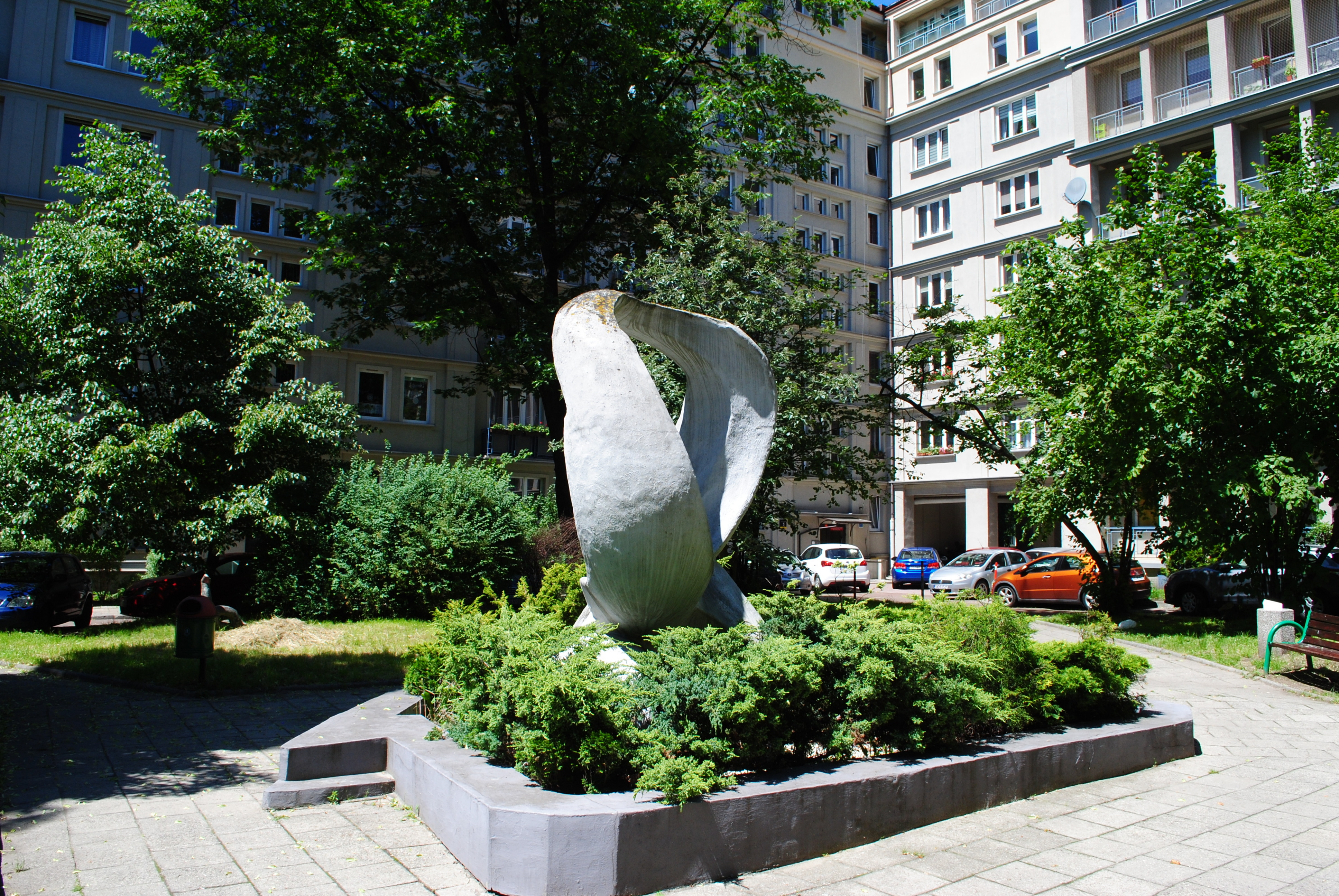
Pozostałości zjeżdżalni na placu zabaw na dziedzińcu Podkowy autorstwa Stanisława Marcinowa

Podkowa to wielorodzinny budynek mieszkalny, położony przy ulicy S. Okrzei 1, 3, 5, 7, 9, 11, 13 i 15 w Katowicach, na terenie dzielnicy Koszutka, w obrębie osiedla o tej samej nazwie.
Jest to obiekt składający się z ośmiu segmentów z oddzielnymi klatkami schodowymi, powstały na rzucie podkowy z otwartą częścią zwróconą ku ulicy S. Okrzei (od tego też układu budynek zyskał swój przydomek). Liczy 8 kondygnacji nadziemnych i 1 podziemną. Długość budynku na osi wschód-zachód wynosi 94,34 m, na osi północ-południe 73,76 m, a jego wysokość 26,9 m. Powierzchnia użytkowa Podkowy liczy 14 260 m², a kubatura 71 051 m³.
Przy budowie Podkowy zastosowano żelbetowe ławy fundamentowe, konstrukcję szkieletowo-ramową z wypełnieniem bloczkami gazobetonowymi oraz prefabrykowane dachy i pokrycia dachu. Niski cokół elewacji obłożono kamienną okładziną, a resztę ścian pokryto tynkami szlachetnymi.
Gmach reprezentuje styl socrealizmu, lecz architektonicznie zbliżony jest także do założeń modernistycznych, m.in. poprzez rytmiczne podziały zarówno bryły, jak i elewacji. Charakterystycznym elementem budynku są elewacje wypełnione loggiami z balustradami wykonanymi ze stali i szkła. Szóste piętro pozbawione jest balkonów, a ostatnie – pierwotnie poddasze gospodarcze – posiada zadaszone tarasy. Do dziedzińca w części środkowej Podkowy wysuwa się ryzalit.
Dziedziniec Podkowy jest bardzo obszerny i z niego prowadzą wejścia do klatek schodowych. Jest on także skomunikowany z ulicą Misjonarzy Oblatów MN od strony północnej poprzez dwa podcienia o 12 filarach. W okresie zasiedlania Podkowy dziedziniec budynku był placem zabaw. Zdobiły je figurki bohaterów dziecięcych bajek i plastyczna zjeżdżalnia do piaskownicy autorstwa Stanisława Marcinowa.
W Podkowie mieści się 291 mieszkań, a w momencie otwarcia budynku do użytku było ich 278. Dla wszystkich mieszkań przewidziano piwnice, pralnie i suszarnie na poddaszach, wbudowane szafy oraz spiżarki. Komunikację wewnątrz budynku zapewniają klatki schodowe i windy – po jednej w każdym segmencie, z czego windy prowadzą do szóstego piętra.
Budynek wpisany jest do gminnej ewidencji zabytków miasta Katowice.